# ایمجینیشن تکنولوجیز
شرکت ایمجینیشن تکنولوجیز (به انگلیسی: .Imagination Technologies ) یک شرکت بریتانیایی است که در زمینهٔ گرافیک تلفن همراه و فناوری تراشه ریزپردازنده فعالیت می‌کند. ایمجینیشن تکنولوژیز طراح و سازنده سری گرافیک‌های پاور وی‌آر که در برخی از محصولات شرکت اپل از جمله آیفون و آیپد و همچنین برخی محصولات دارای سیستم‌عامل اندروید به‌کار گرفته شده‌است می‌باشد.